# 444 Гіптіда
444 Гіптіда (444 Gyptis) — астероїд головного поясу, відкритий 31 березня 1899 року у Марселі.